# Velký Kosíř
Velký Kosíř (hanácky Kosiř nebo Koséř) s výškou 442 m n. m. je výrazný vrch v geomorfologickém podcelku Bouzovská vrchovina, nejjižnějším podcelku Zábřežské vrchoviny. Leží 9 km severozápadně od Prostějova a 15 km jihozápadně od Olomouce a jeho vrcholová část náleží ke katastru obce Slatinky, okres Prostějov. Jméno kopce pochází z protáhlého tvaru, který připomíná kosu. Pro svou nápadnou polohu v rovinaté hanácké krajině bývá humorně nazýván „Hanácké Mont Blanc“.
Na vrcholu kopce stojí 28 m vysoká rozhledna z roku 2013.

## Popis
Výrazný zalesněný protáhlý vrch vystupující jihozápadním prudkým svahem z rovin Hané. Ostatní svahy jsou pozvolné, na severo-severozápadě plynule navazující na další vrchy Zábřežské vrchoviny.
Zalesnění je tvořeno převážně smrkem, jihozápadní prudký svah dubem (chráněno přírodní rezervací Andělova zmola) a severozápadní svah ke Lhotě pod Kosířem smíšeným lesem. V letech 2017–⁠2020 byly smrkové monokultury rozsáhle napadené kůrovcem a vytvářejí se rozlehlé holiny.
Vrch je tvořen sedimenty, konkrétně jílovitými břidlicemi, prachovcem a droby, na východě v oblasti lomů vápenci a dolomity.

## Stavby
Na vrcholu kopce je 28 m vysoká rozhledna s vyhlídkovou plošinou ve výšce 25 m. Na místě již v minulosti dřevěná rozhledna stála, a to od roku 1927 do roku 1939, kdy musela být pro špatný stav stržena.
Severozápadně od vrchu se nachází pole a bývalý již zbořený statek Gabrielov. Na severovýchodním úpatí Kosíře při žluté turistické značce do Slatinic je památník čtyř letců, kteří zde zahynuli při havárii vrtulníku v roce 1998. Nad obcí Čechy pod Kosířem se nad svahem nachází výklenková kaple Panny Marie Růžencové. U asfaltové cesty z Čelechovic na Hané u lomů je mohyla na památku Františka Palackého z roku 1898. Byla postavena při příležitosti 100. výročí jeho narození nákladem obce Čelechovice na Hané.

## Ochrana přírody
V roce 2000 bylo území zalesněného kopce i s nejbližším okolím vyhlášeno Přírodním parkem Velký Kosíř. Dále se zde nachází národní přírodní památka Kosířské lomy, přírodní rezervace Andělova zmola a Malý Kosíř a přírodní památka Studený kout.

## Přístup
Přes vrchol vede zelená a žlutá turistická značka a naučná stezka Velký Kosíř a Velký Kosíř II.
Nejkratší výstup vede z obce Čechy pod Kosířem po žluté značce, je dlouhý asi 2 km s převýšením 165 metrů. Žlutá značka pak pokračuje do Slatinic. Zelená značka vede z Čelechovic na Hané a pokračuje přes Lhotu pod Kosířem do Ludéřova.
Naučné stezky Velký Kosíř tvoří okruhy. První vede jihozápadním úpatím kopce po cestě zvané Hraběnka (spolu se žlutou značkou), aby se na východě napojila na zelenou z Čelechovic na Hané a na západě se v obci Čechy pod Kosířem stočila na vrchol Kosíře. Druhá vede z vrcholu Kosíře po žluté značce do Slatinic a z nich přes Malý Kosíř a Slatinky zpátky na vrchol.
Vrchol je dobře přístupný i na kole, vedou na něj hned tři asfaltové cesty, po kterých vede cyklotrasa č. 6034 z Čech pod Kosířem do Slatinic. První cesta vede ze Slatinek, druhá od Čelechovic na Hané a třetí od Lhoty pod Kosířem.

## Fotogalerie

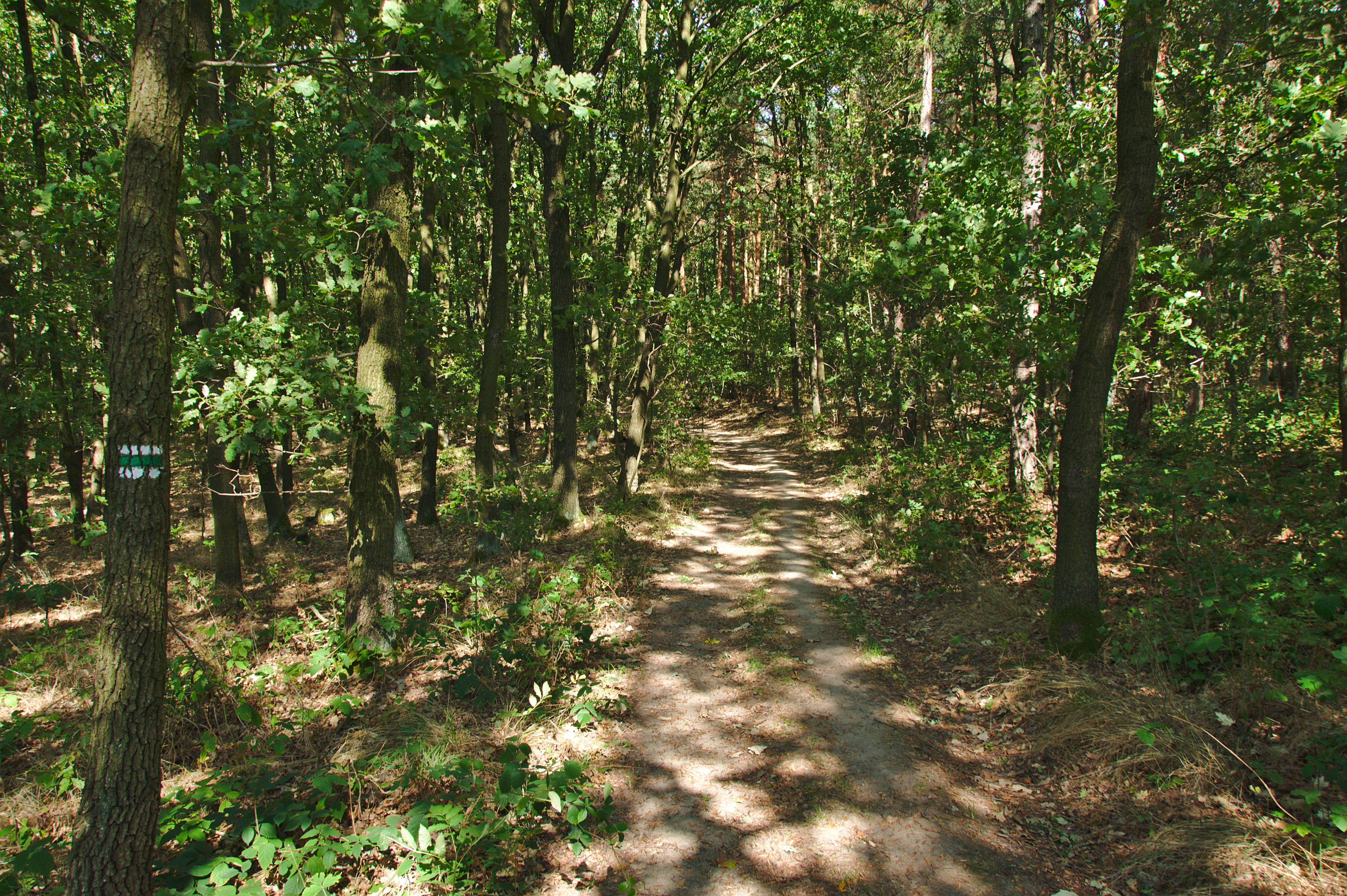
Turistická značka k vrcholu
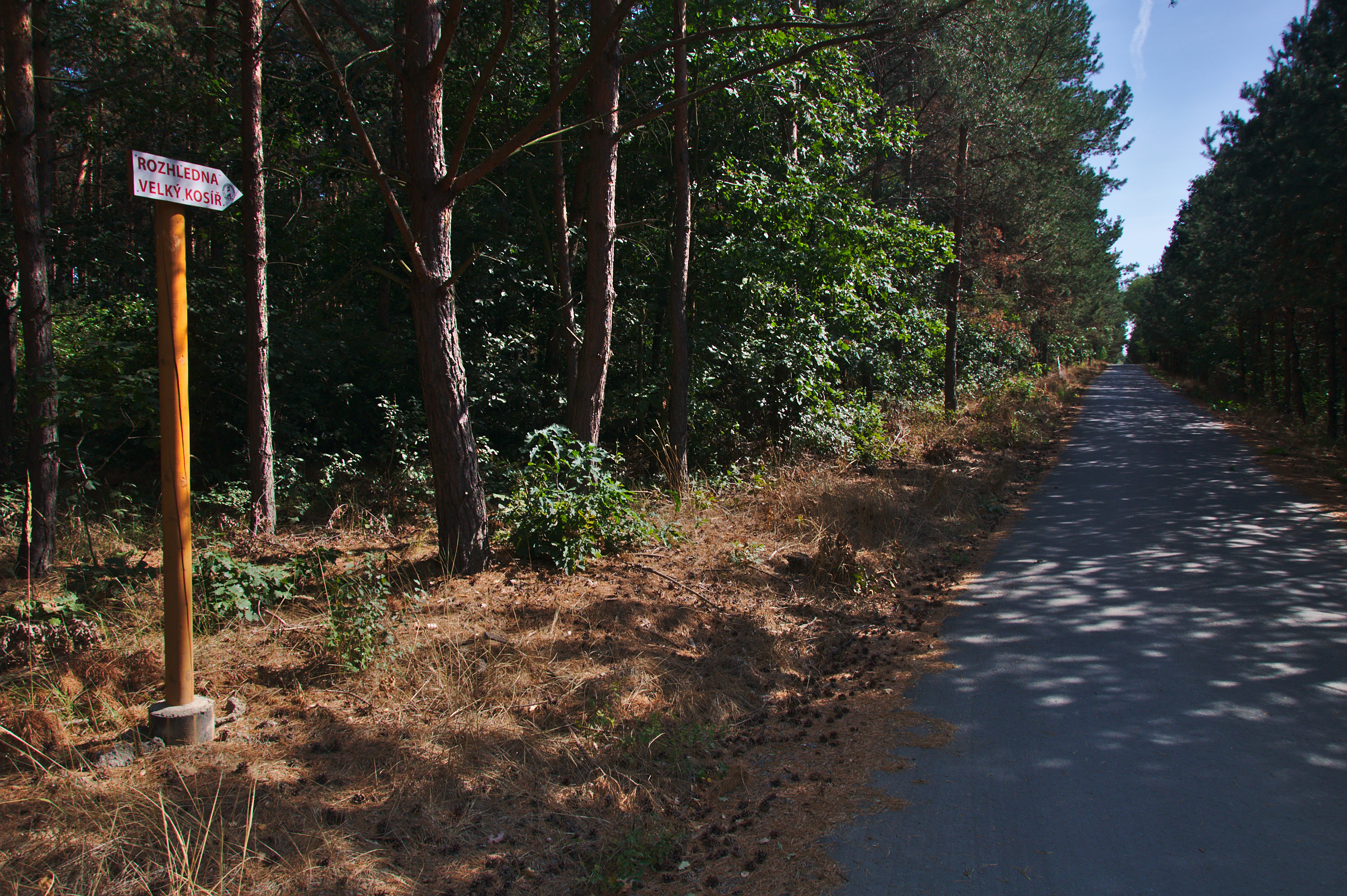
Cyklostezka k vrcholu
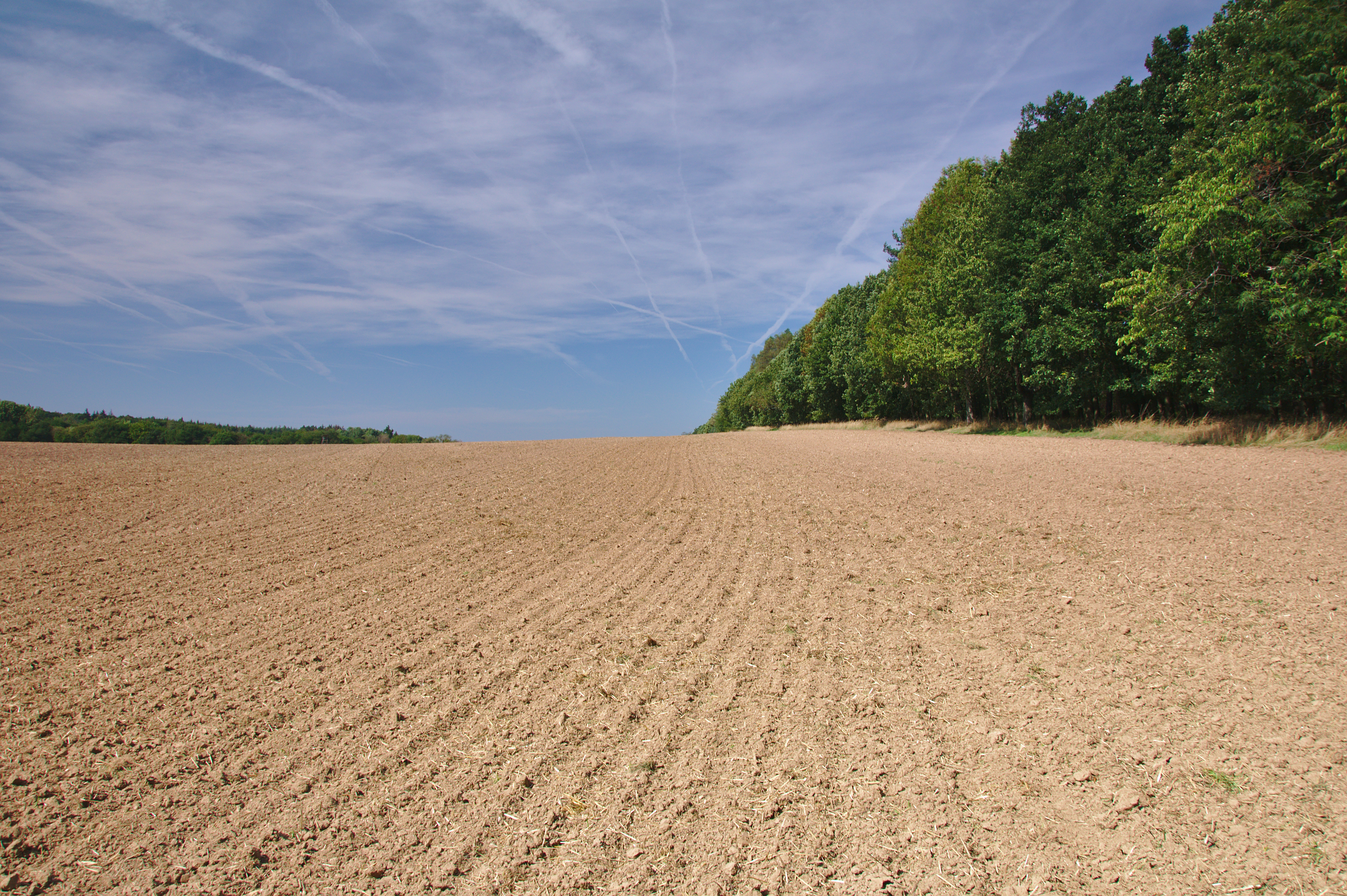
Gabrielov
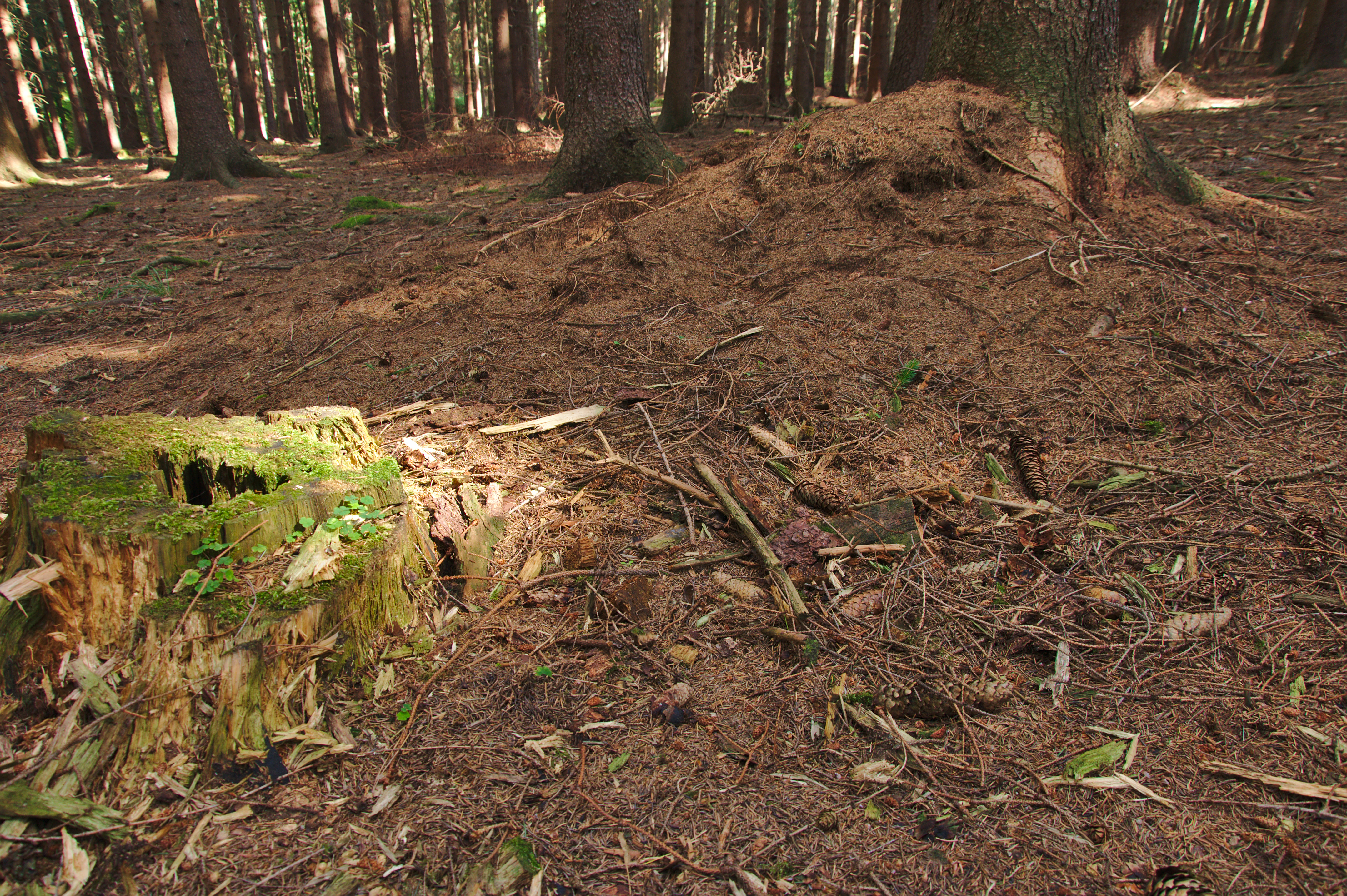
Přírodní památka Studený kout
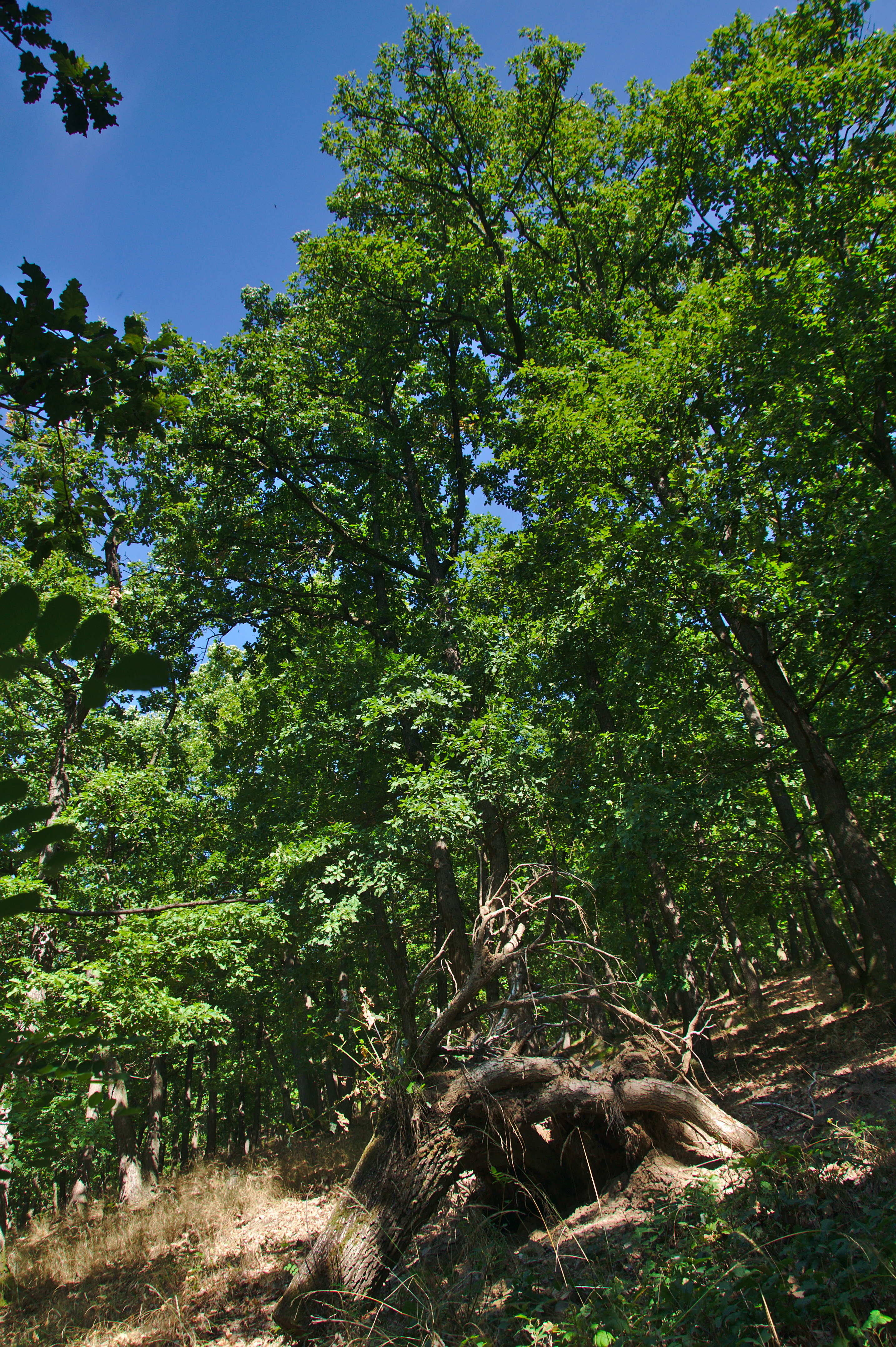
Přírodní rezervace Andělova zmola
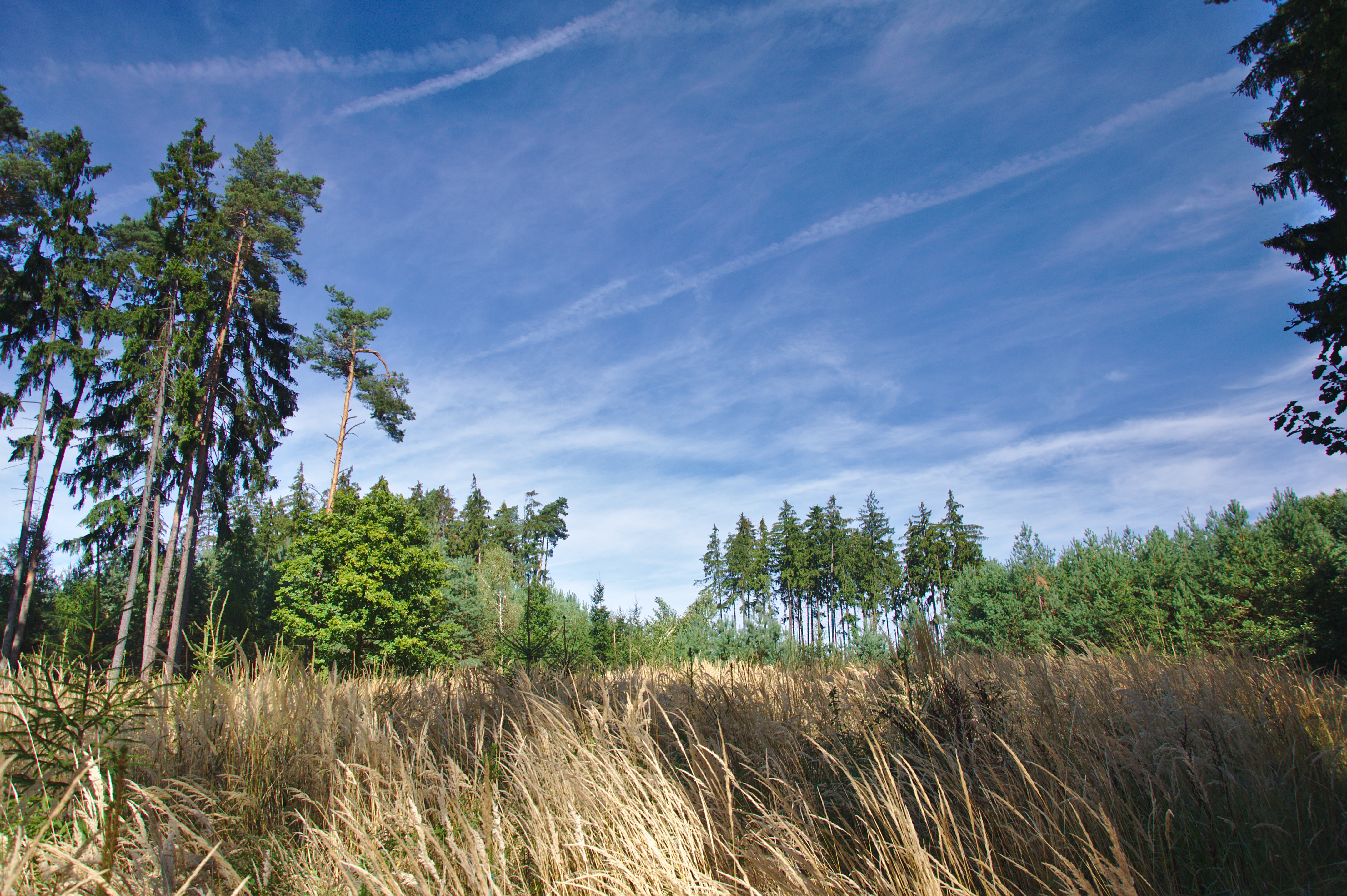
Lesní porost
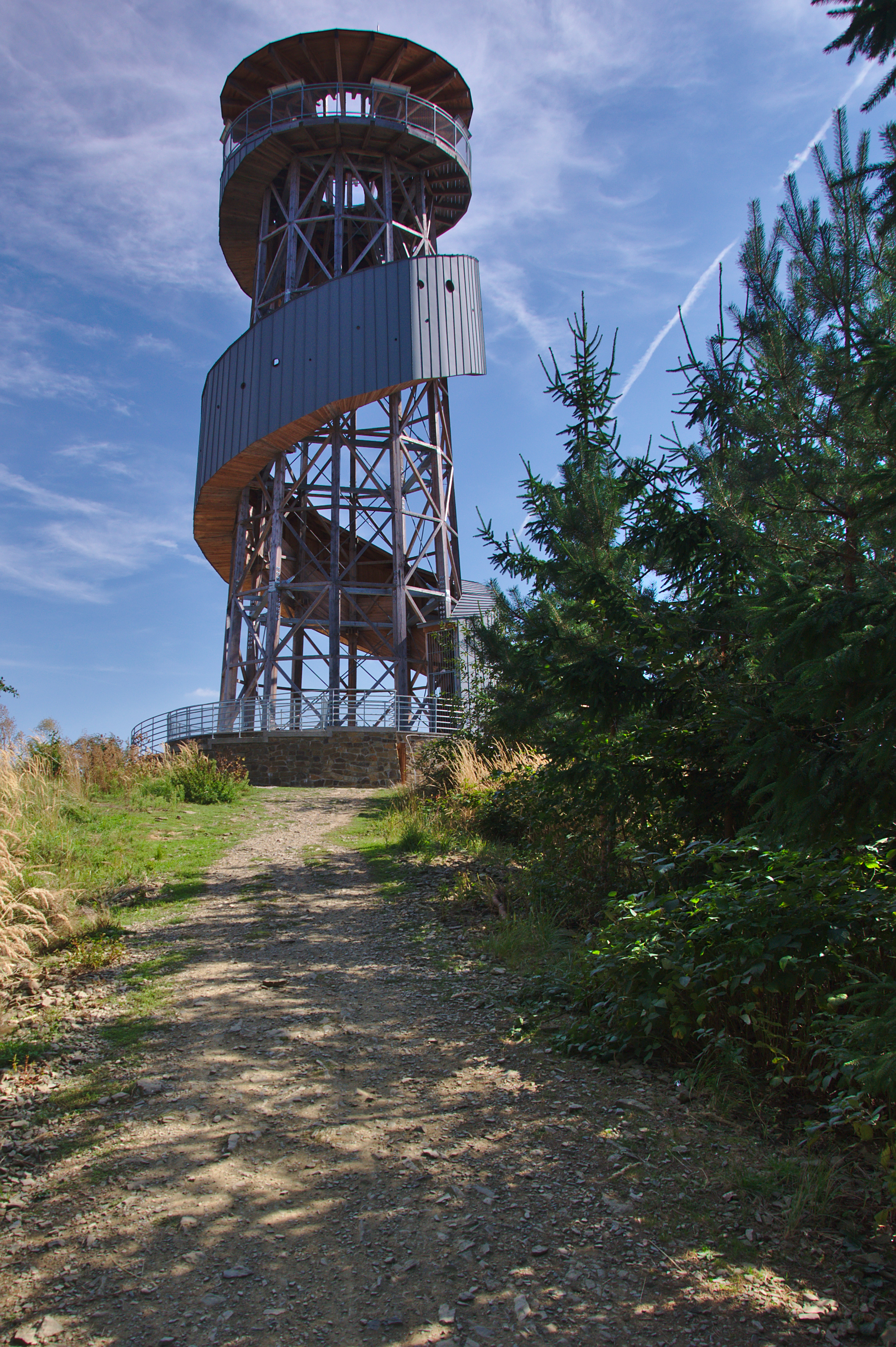
Rozhledna Velký Kosíř